# نيسك أباد (وزينة)
نيسك أباد هي قرية في مقاطعة سردشت، إيران. عدد سكان هذه القرية هو 119 في سنة 2006.